# بناوونی
بناوونی (انگلیسی: Benavony) یک منطقهٔ مسکونی در ماداگاسکار است که در دیانا واقع شده‌است.